# Şifaiye-Medrese

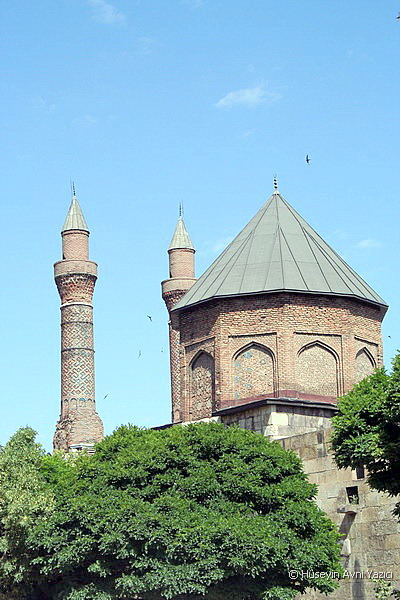
Şifaiye-Medrese

Die Şifaiye-Medrese („Heilungs-Medrese“) ist eine 1217 in Sivas in der Türkei errichtete Madrasa.
Sie befindet sich im Selçuklu Park im Stadtkern von Sivas gegenüber der Çifte-Minare-Medrese, der „Medrese mit doppeltem Minarett“ und gilt als typisches Beispiel der seldschukischen und wichtiges Monument der islamischen Architektur. An dieser Schule wurde neben den islamischen Wissenschaften wie Fiqh, Usūl al-fiqh, Hadith-Lehre, arabische Sprachlehre und Koranwissenschaften besonders das Fach Medizin unterrichtet.
Die Hochschule, die sich bald zu einem der wichtigsten Zentren für die Medizin in der mittelalterlichen islamischen Welt entwickelte, wurde von Sultan Kai Kaus I. des Sultanats der Rum-Seldschuken gegründet. Er war besonders an der Stadt Sivas interessiert, in der er einen großen Teil seiner Regierungszeit verbrachte und wo er auf dem Gelände der Hochschule bestattet wurde. Weil die Hochschule auch dem medizinischen Unterricht diente, war ihr ein Darüşşifa angeschlossen, wörtlich ein „Haus der Heilung“.